# Jean-Charles Gille
Jean-Charles Gille-Maisani (ur. 22 maja 1924 w Trewirze, zm. 29 stycznia 1995 w Québecu) – kanadyjski inżynier automatyk i psychiatra.

## Życiorys
Urodził się w Trewirze w Niemczech, gdzie we francuskim garnizonie stacjonował jego ojciec – oficer pochodzący z Lotaryngii. Początkowo studiował na École polytechnique, potem uzyskał stopień MA w dziedzinie automatyki na Harvardzie oraz doktorat w dziedzinie medycyny.
W latach 60. opuścił Francję i wyjechał do Kanady, gdzie objął stanowisko profesora na Uniwersytecie Laval.
Oprócz matematyki i medycyny zajmował się także psychologią i grafologią. Opracował m.in. studium psychologiczne i charakterologiczne Adama Mickiewicza.
30 września 1967 uzyskał jeden z pierwszych tytułów doktora honoris causa Politechniki Śląskiej
.
W 1988 r. został członkiem zagranicznym PAN.

## Wybrane publikacje
- Dynamique de la Commande Lineaire (1967)
- Psychologie de l'écriture: études de graphologie (1969, ISBN 978-2-296-02826-5)
- Écritures de poètes de Byron à Baudelaire (1977)
- Types de Jung et tempéraments psychobiologiques: expression dans l'écriture, corrélation avec le groupe sanguin, utilisation en psychologie appliquée (1978)
- Calcul matriciel et introduction à l'analyse fonctionnelle: pour ingénieurs (1979, wraz z Markiem Clique)
- Ecritures de poètes: de Byron à Beaudelaire (1977)
- Écritures de compositeurs, de Beethoven a Debussy. Musique et graphologie. (1978)
- Adam Mickiewicz, poète national de la Pologne: étude psychanalytique et caractérologique (1987, polski przekład: Adam Mickiewicz człowiek: studium psychologiczne tłum. Agnieszka Kuryś, Katarzyna Rytel, ISBN 83-06-01542-8)